# Per Krohg
Pour les articles homonymes, voir Krohg.
Per Lasson Krohg,  né le 18 juin 1889 et mort le 3 mars 1965, est un artiste norvégien. 
Il est connu pour avoir réalisé une peinture murale au Conseil de sécurité des Nations unies à New York.
Il est le fils de Christian et Oda Krohg.

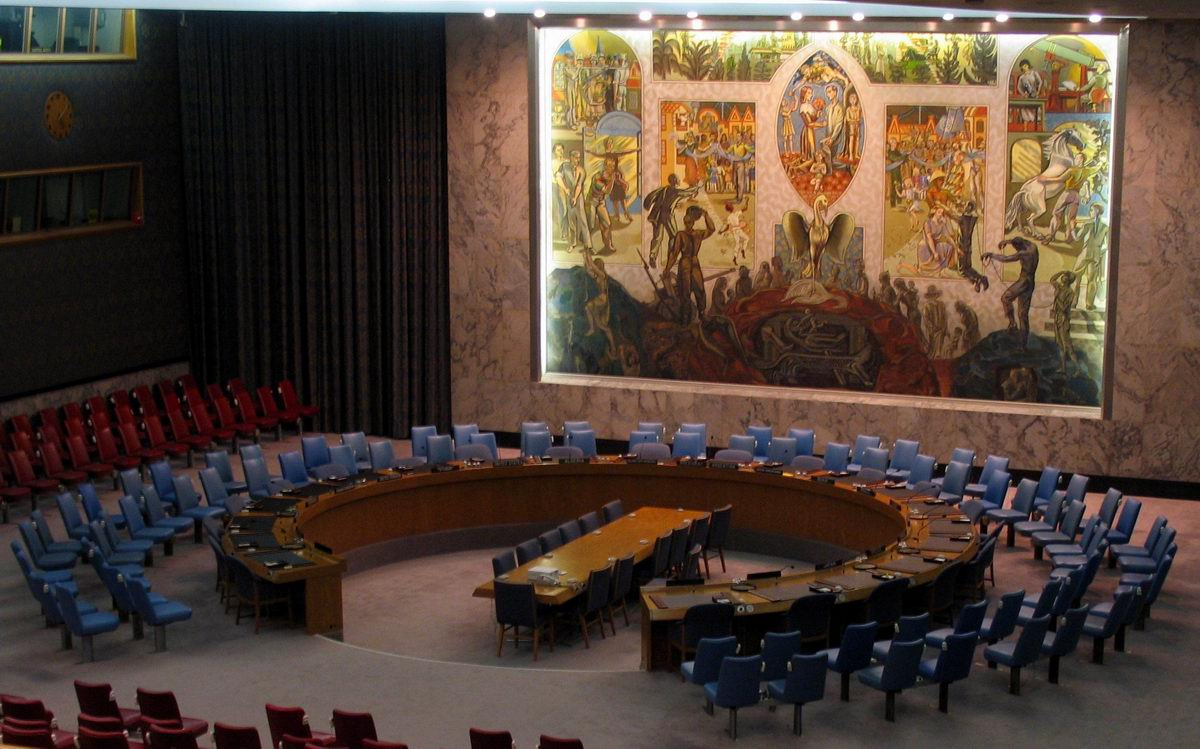
Peinture murale au conseil de sécurité des Nations Unies.

## Biographie
Per Krohg était le fils des artistes Oda et Christian Krohg, et le père d'Even Krohg et des artistes Guy Krohg, Morten Krohg et Veronica Krohg.
La famille a vécu à Paris où Per Krohg a grandi. Il fait preuve très tôt d'un grand talent artistique, étudiant d'abord avec son père de 1903 à 1907, puis avec Henri Matisse de 1909 à 1910. C'est en tant que peintre monumental que Per Krohg a apporté sa plus grande contribution. Il a décoré plusieurs bâtiments publics avec de grandes fresques, notamment la salle du Conseil de sécurité du bâtiment des Nations unies à New York, le vestibule du bâtiment de physique de l'université d'Oslo et l'hôtel de ville d'Oslo. Il est représenté au Statens Museum for Kunst et au Skagens Museum. Dans sa jeunesse, il travaille comme dessinateur de presse et enseigne le tango à Paris. En 1913, Krohg et sa première femme, Lucy Vidil, ont introduit le tango en Norvège. Le spectacle a été présenté sur la scène de la revue du Chat Noir. Per Krohg n'a jamais dansé le tango en public après la Première Guerre mondiale. Il était directeur de l'Académie nationale des beaux-arts d'Oslo. Krohg est enterré à Vår Frelsers gravlund dans une tombe familiale. Ses parents reposent dans le bosquet d'honneur du même cimetière. 

## Distinctions
- Commandeur de l'ordre de Saint-Olaf.